# 10.º distrito electoral de Chile
El décimo distrito electoral de Chile es un distrito electoral ubicado en la Región Metropolitana de Santiago que elige ocho diputados para la Cámara de Diputados de Chile. Fue creado en 2018 a partir de los antiguos vigesimoprimer, vigesimosegundo y vigesimoquinto distritos. Según el censo de 2017, posee 1 082 408 habitantes.

## Composición
| Código | Comuna | Comuna      | Población (2017) |
| ------ | ------ | ----------- | ---------------- |
| 13101  |        | Santiago    | 404 495          |
| 15103  |        | Providencia | 142 079          |
| 15105  |        | Ñuñoa       | 208 237          |
| 15151  |        | Macul       | 116 534          |
| 16131  |        | La Granja   | 116 571          |
| 16163  |        | San Joaquín | 94 492           |

## Representación
| 4 | 1 | 3 |

| 2 | 1 | 1 | 4 |

### Diputados
| Pactos y partidos políticos                                                                                               |
| --- |
| Chile Vamos La Fuerza de la Mayoría Frente Amplio Chile Podemos + Partido Republicano Nuevo Pacto Social Apruebo Dignidad |

| Periodo                                                    | Diputado/a                                                               | Diputado/a                                                        | Diputado/a                                                             | Diputado/a                                                       | Diputado/a                                                       | Diputado/a                                                      | Diputado/a                                                  | Diputado/a |
| ---------------------------------------------------------- | ------------------------------------------------------------------------ | ----------------------------------------------------------------- | ---------------------------------------------------------------------- | ---------------------------------------------------------------- | ---------------------------------------------------------------- | --------------------------------------------------------------- | ----------------------------------------------------------- | ---------- |
| LV                                                         |                                                                          |                                                                   |                                                                        |                                                                  |                                                                  |                                                                 |                                                             |            |
| Jorge Alessandri Vergara 11 de marzo de 2018 - En el cargo | Luciano Cruz-Coke Carvallo 11 de marzo de 2018 - 11 de marzo de 2022     | Marcela Sabat Fernández 11 de marzo de 2018 - 4 de agosto de 2020 | Sebastián Torrealba Alvarado 11 de marzo de 2018 - 11 de marzo de 2022 | Maya Fernández Allende 11 de marzo de 2018 - 11 de marzo de 2022 | Natalia Castillo Muñoz 11 de marzo de 2018 - 11 de marzo de 2022 | Giorgio Jackson Drago 11 de marzo de 2018 - 11 de marzo de 2022 | Gonzalo Winter Etcheberry 11 de marzo de 2018 - En el cargo |            |
| Jorge Alessandri Vergara 11 de marzo de 2018 - En el cargo | LVI                                                                      |                                                                   |                                                                        |                                                                  |                                                                  |                                                                 | Gonzalo Winter Etcheberry 11 de marzo de 2018 - En el cargo |            |
| Jorge Alessandri Vergara 11 de marzo de 2018 - En el cargo | Johannes Kaiser Barents-Von Hohenhagen 11 de marzo de 2022 - En el cargo | María Luisa Cordero Velásquez 11 de marzo de 2022 - En el cargo   | Helia Molina Milman 11 de marzo de 2022 - En el cargo                  | Lorena Fries Monleón 11 de marzo de 2022 - En el cargo           | Alejandra Placencia Cabello 11 de marzo de 2022 - En el cargo    | Emilia Schneider Videla 11 de marzo de 2022 - En el cargo       | Gonzalo Winter Etcheberry 11 de marzo de 2018 - En el cargo |            |